# The Distinguished Gentleman
The Distinguished Gentleman (bra: Um Distinto Cavalheiro; prt: Gente Fina Um Vira Latas no Parlamento) é um filme estadunidense de 1992, do gênero comédia, dirigido por Jonathan Lynn.

## Sinopse
Um pequeno trapaceiro acredita que tirou a sorte grande quando consegue se passar por um conceituado político, morto recentemente. Parte para o Congresso, em Washington DC, planejando grandes golpes.

## Elenco
- Eddie Murphy como Thomas Jefferson Johnson
- Lane Smith como Dick Dodge
- Sheryl Lee Ralph como Srta. Loretta
- Joe Don Baker como Olaf Andersen
- Victoria Rowell como Celia Kirby
- Grant Shaud como Arthur Reinhardt
- Kevin McCarthy como Terry Corrigan
- Charles S. Dutton como Elijah Hawkins
- Victor Rivers como Armando
- Chi McBride como Homer
- Sonny Jim Gaines como Van Dyke
- Noble Willingham como Zeke Bridges
- Gary Frank como Iowa
- Cynthia Harris como Vera Johnson
- Susan Forristal como Ellen Juba
- Autumn Winters como Mickey Juba
- James Garner como Jeff Johnson
- Doris Grau como Hattie Rifkin
- Frances Foster como Avó